# ピップエレキバン
ピップエレキバンは、ピップが製造・販売している家庭用磁気治療器の商品名。1972年に販売が開始され、当初は「恵麗喜絆」という漢字表記の商品名であった。
日本以外では韓国、香港、台湾などでも販売されている。

## 特徴・使い方
- 装着部位のこり及び血行の改善。肩こり、腰痛などの筋肉硬化症の患部（ツボ）に直接貼る。
- 磁気の作用で血行を促進し、老廃物の除去をすることで、こりを改善する効能を謳っている[4]。
- 磁石は永久磁石を採用しており、装着している間は効果を持続できる。
- 絆創膏の部分は日本人の肌と同じような色になっていて、入浴時でも目立つことなく装着できる。
- 2013年9月に、発売以来初の全面リニューアルを行い、絆創膏を高伸縮性と透湿性を持つ新仕様に変更。また、ラインナップを再編し、「ピップエレキバン」は「ピップエレキバン80」、「ピップエレキバンA」は「ピップエレキバン130」、「ピップエレキバンZ」は「ピップエレキバン190」に改名し、メントール配合の「ピップエレキバンM」と合わせて4種類に集約した。

## 製品詳細
磁束密度の違いで、5種類の製品が販売されている。
- ピップエレキバン80 : 80ミリテスラ（800ガウス）
- ピップエレキバン130 : 130ミリテスラ（1,300ガウス）
- ピップエレキバン190 : 190ミリテスラ（1,900ガウス）
- ピップエレキバンMAX200：200ミリテスラ（2,000ガウス）
- ピップエレキバンM : 130ミリテスラ（1,300ガウス） 、絆創膏にメントールが配合されている。

磁気ネックレスのピップ マグネループ、サポーターに磁石を組み込んだピップエレキバン サポーターも販売されている。

## 効用に関する論争
ピップは長年の基礎研究と臨床試験の結果より、薬事法第2条6項に基づき、厚生労働省から「管理医療機器」の許可を得て販売されている。
また、米医学専門誌「アメリカ苦痛管理ジャーナル」にて、磁石による医学的効果が認められないことが発表された。ただしこの記事は、磁気によって「神経」が電気的刺激を受けるという説を否定したものであって、それ以外の医学的効果まで否定したものではない。